# Драган Младеновић (фудбалер)
Драган Младеновић (Краљево 16. фебруар 1976) је бивши српски фудбалер. Тренутно ради као тренер млађих категорија Црвене звезде.

## Каријера
Каријеру је почео у ушћанском Раднику, затим је од 1995. играо у Слоги Краљево, а од 1998. у Земуну, одакле је у сезони 2000/01. играо на позајмицу у пљеваљском Рудару.
Године 2002, је прешао у Црвену звезду, са којом је у сезони 2003/04. освојио дуплу круну. Из Црвене звезде је 2004. отишао у глазговски Ренџерс за 1,6 милиона евра. За ту екипу је наступао тек седам пута, највећим делом због честих повреда. Позајмљен је Реал Сосиједаду, где је одиграо 12 утакмица. Потом се 2005. вратио у Црвену звезду, са којом је у сезони 2005/06. освојио по други пут дуплу круну. Године 2006, отишао је у јужнокорејски Инчон јунајтед, где је и завршио играчку каријеру 2009. године.

## Репрезентација
За репрезентацију Србије и Црне Горе наступао је 17 пута и постигао један гол, и то у првом наступу против Велса у квалификацијама за Европско првенство 2004, у Београду 20. августа 2003. године. Младеновићев гол у 72. минуту био је једини гол утакмице који је донео победу Србији и Црној Гори.